# 格伦·伊科宁
格伦·伊科宁（芬蘭語：Glenn Ikonen，1955年4月29日—），瑞典男子轮椅冰壶运动员。他曾代表瑞典参加2006年、2010年和2014年冬季残疾人奥林匹克运动会轮椅冰壶比赛，获得二枚铜牌。